# Romhánypuszta
Romhánypuszta (szlovákul: Lipovany) község Szlovákiában, a Besztercebányai kerületben, a Losonci járásban. A Novohrad-Nógrád UNESCO Globális Geopark települése. 

## Fekvése
Losonctól 15 km-re délre, a magyar határ mellett fekszik. Fülekpilis szomszédságában található, a magyar települések közül Karancsberény és Ipolytarnóc vannak a legközelebb, a legközelebbi magyar város Salgótarján, 15 km-re.

## Története
Első írásos említése 1238-ból származik "Ruhman" alakban. 1335-ben "Rohman" néven szerepel. 1368-ban már két külön faluként említik. 1478-ban "Kysorohman", "Felsorohman", 1496-ban "Egyhazas Rohman", "Felsew Rohman", 1503-ban "Nagy Rohman", "Kysrohman" a két falurész neve. Az Ilsvaiak és más nemesek birtokolták. 1554 és 1594 között a töröknek adózott. A 17. század elején a harcok következtében elnéptelenedett. A 18. század elején telepítették újra. 1715-ben 10, 1720-ban 15 portája adózott. 1828-ban 15 házában 112 lakos élt. 1873-ban kolerajárvány pusztította. A század végén két család osztozott a területén. Kisromhány a Szakál, Nagyromhány a Török családé volt, akik dohánygyárat és cukorgyárat működtettek itt. Uradalmi gőzmalma és kőbányája is volt. Szénbányáját a rimamurányi társulás működtette. 1880-ban 69 házát és 488-an lakták.
Vályi András szerint "Kis Romhány, és Nagy Romhány. Szabad puszták Nógrád Várm. Kis Romhánynak földes Urai több Urak; Nagy Romhánynak pedig Kis Uraság, fekszenek Raphoz közel, mellynek filiáji."
Fényes Elek szerint "Romhány (Kis és Nagy), népes puszta, Nógrád vmegyében, 133 kath. lak. Pilis és Karancskeszi közt."
A trianoni békeszerződésig területe Nógrád vármegye Füleki járásához tartozott. 1938 és 1944 között újra Magyarország része volt.
Mai szlovák nevét csak 1952-ben kapta, amikor önálló község lett. Addig Pilishez tartozott.

## Népessége
| Év:            | 1994. | 2004.    | 2014.   | 2024. |
| -------------- | ----- | -------- | ------- | ----- |
| Emberek száma: | 329   | 286      | 260     | 234   |
| Eltérés:       |       | -13,06 % | -9,09 % | -10 % |

| Év:            | 2023. | 2024.   |
| -------------- | ----- | ------- |
| Emberek száma: | 230   | 234     |
| Eltérés:       |       | +1,73 % |

2001-ben 296 lakosából 293 szlovák volt.
2011-ben 264 lakosából 254 szlovák volt.

## Nevezetesség
Egykori kőbányából kialakított, gömbköves és kagylóhéjas védett kőzetfeltárás, mely a falutól déli irányba induló tanösvényen közelíthető meg. A falutól való távolság 1 kilométer. .

## Külső hivatkozások
- Hivatalos oldal
- E-obce.sk Archiválva 2008. szeptember 20-i dátummal a Wayback Machine-ben
- Obce info.sk
- Romhánypuszta Szlovákia térképén
- A Novohrad-Nógrád UNESCO Globális Geopark települései